# 稲場愛香
稲場 愛香（いなば まなか、1997年12月27日 - ）は、日本の歌手、タレント。ハロー!プロジェクトに所属するJuice=Juiceおよびカントリー・ガールズの元メンバーで、Juice=Juiceでは3代目サブリーダーを務めた。愛称はまなかん、いなばっちょ。イメージカラーはJuice=Juiceではホットピンク、カントリー・ガールズではイタリアンレッド。
北海道札幌市出身。血液型B型。身長152 cm。ジェイピィールーム所属。

## 概要
EXPG札幌校出身。北海道のローカルアイドルグループ・PEACEFULを経て、2013年5月にハロプロ研修生に加入。
2014年11月5日、カントリー娘。から改名したカントリー・ガールズに加入。2015年3月25日発売の1stシングル『愛おしくってごめんね/恋泥棒』でデビュー。持病である喘息の療養のため2016年4月から2017年9月まで約1年半活動を休止し、その間の2016年8月4日にカントリー・ガールズを卒業。
2017年9月8日に活動再開を発表し、出身地である札幌を拠点としたソロ活動を経て、2018年6月13日にJuice=Juiceに加入。楽曲には2018年8月1日発売の2ndアルバム『Juice=Juice#2 -¡Una más!-』から参加。シングルには2019年2月13日発売の11thシングル『微炭酸/ポツリと/Good bye & Good luck!』から参加。2019年よりハロー!プロジェクトのダンスグループ「ハロプロダンス部」に選抜。2021年12月31日、Juice=Juiceの3代目サブリーダーに就任。2022年5月30日をもってJuice=Juiceおよびハロー!プロジェクトを卒業。
2024年4月17日、1stシングル『圧倒的LØVE/Pink Temperature』でソロデビュー。

## 略歴
2010年、『2010全国EXPG特待生オーディション』に合格し、EXPG札幌校に入校。同年8月 - 12月、『モーニング娘。9期メンバーオーディション』を受けるも3次審査で落選。同年12月31日、EXILEのバックダンサーとして『第61回NHK紅白歌合戦』に出演。
その後、北海道のローカルアイドルグループ・PEACEFULのメンバーとなったが、2012年7月31日をもって解散。

### 2013年
- ハロプロ研修生のオーディションを受けて合格[18]。
- 5月5日、中野サンプラザで開催された『ハロプロ研修生 発表会2013 〜春の公開実力診断テスト〜』にて、新メンバーとして田中可恋・三瓶海南・藤井梨央・真城佳奈・井上ひかると共にハロプロ研修生への加入が発表された[20]。

### 2014年
- 3月15日 - 5月31日、『モーニング娘。'14コンサートツアー春 〜エヴォリューション〜』に吉橋くるみ・野村みな美・和田桜子・新沼希空・段原瑠々と共に帯同した[21]。
- 11月5日、カントリー娘。改めカントリー・ガールズの新メンバーに選ばれたことが発表された[4]。当時在籍する研修生では山木梨沙と同じく最年長で[18]、モーニング娘。'14やスマイレージの新メンバーが研修生から決まっている状況でもあったため、今後の研修生としての活動について悩みを持っていた時期であった[18][22]。

### 2015年
- 8月、音楽情報番組『うたなび!』でレギュラーコーナー「まなかんミュージック」が開始[23][24][25]（2016年9月終了）。

### 2016年
- 3月25日 - 4月3日、カントリー・ガールズの出演舞台『演劇女子部 気絶するほど愛してる!』にて寛子役で主演（結果的に千秋楽が、休業前に公の場へ登場した最後の機会となった）。
- 4月28日、喘息の症状の影響により活動を休止することが発表された[13]。
- 8月4日、カントリー・ガールズを卒業することが発表された[14]。卒業後は治療の経過を見ながら稲場愛香としての活動の可能性を探っていくとした。

### 2017年
- 9月8日、約1年半ぶりとなる活動再開が発表された[3]。札幌を拠点にハロプロ研修生北海道のリーダー的役割を担当しながら、個人でも地元での仕事を中心に活動していくとした。
- 9月18日、『ハロプロ研修生北海道 定期公演 Vol.4』にて復帰。
- 9月9日、稲場愛香オフィシャルブログ「まなかんめもりーず」を開始[26]（2018年6月22日終了[27]、2023年8月29日再開[28]）。
- 10月3日、AIR-G'『IMAREAL』内のフロート番組『稲場愛香のまなりある』[注 1]が放送開始[29]（2019年3月28日終了[30]）。

### 2018年
- 6月13日、冬のハロー!プロジェクト・コンサートツアーなど北海道以外での活動も様子を見ながら行っていたが、体調にも支障がないことから本格的な活動にシフトし、夏のハロー!プロジェクト・コンサートツアーよりJuice=Juiceに加入することが発表された[5][15]。北海道での活動も引き続き行う。
- 7月14日、『Hello! Project 20th Anniversary!! Hello! Project 2018 SUMMER 〜ALL FOR ONE〜』の初日公演にて、Juice=Juiceとして初めてライブステージに立った[31]。
- 9月28日 - 10月8日、Juice=Juiceの出演舞台『演劇女子部 タイムリピート〜永遠に君を想う〜』にてルナ役で主演。
- 11月17日、オデッセー出版よりファースト写真集『愛香』を発売[32][33]。
- 11月18日、STVラジオ『D-tunes』（11月4日放送開始）に週替わりパーソナリティの1人（毎月第3週を担当）として出演開始[34][35]。
- 12月26日、以前より喉の不調を訴えており、診察の結果「両声帯結節」と診断され、先日手術を受けたと発表された[36]。以後の歌唱に関しては医師と相談の上で経過を見て判断し、当面は欠席やダンスのみの参加で対応するということが併せて発表された[36]。

### 2019年
- 2月1日、医師からの許可を踏まえ、段階的に歌唱パフォーマンスを再開していくと発表された[37]。翌2月2日に行われたキャナルシティ博多でのリリースイベントが、再開初日となった。
- 3月21日、ダンスチャンネル『ハロプロダンス学園』が放送開始[38]。
- 4月4日、AIR-G'『Juice=Juice 稲場愛香のmanakan Palette Box』が放送開始[39]（2022年5月26日終了）。

### 2020年
- 5月15日、Instagramを開始[40][41]。
- 12月27日、オデッセー出版よりセカンド写真集『ラヴリネス...』を発売[42][43]。

### 2021年
- 12月31日、『Hello! Project Year-End Party 2021 〜 GOOD BYE & HELLO ! 〜 Juice=Juice プレミアム』にて、Juice=Juiceのサブリーダー就任が発表された[8]。

### 2022年
- 2月14日、オデッセー出版 / ワニブックスよりサード写真集『愛land』を発売[44]。
- 3月18日、同年5月30日の日本武道館公演をもってJuice=Juiceおよびハロー!プロジェクトを卒業することを発表[16]。
- 5月30日、日本武道館で行われた『Juice=Juice CONCERT TOUR 〜terzo〜 FINAL 稲場愛香卒業スペシャル』公演をもってJuice=Juiceおよびハロー!プロジェクトを卒業した[45]。
- 7月22日、AIR-G'『paseo Final Walkers』に週替わりレギュラーとして出演開始[46]（9月16日まで[47]）。
- 7月23日、北海道文化放送（UHB）『いっとこ!みんテレ』に月1回レギュラーとして出演開始[7]。
- 10月18日、M-line clubへの加入が発表された[48]。

### 2023年
- 1月1日、所属事務所をアップフロントプロモーションからジェイピィールームへ移籍。
- 3月21日、TwitterおよびTikTokを開始[49]。
- 5月5日、ハロプロ研修生加入日から10年を迎えた[50]。
- 7月7日、オデッセー出版より4th写真集『Love perfume』を発売[51]。

### 2024年
- 4月14日、STVラジオ『稲場愛香のまなかん♡ボンソワ』が放送開始（『ボンソワ モンシュエル』の毎月第2週を担当）[52]。
- 4月17日、ソロデビュー1stシングル『圧倒的LØVE/Pink Temperature』を発売[53][54]。

### 2025年
- 2月19日、2ndシングル『星屑のエスケープ/終わらないインソムニア』を発売[55]。

## 人物
- 3歳下の弟がいる[56]。
- つむじが3つある[57]。
- 4歳から歌とダンスを習い始め、物心がついた時には芸能界を目指していた[17]。
- 趣味はドラマ鑑賞、映画鑑賞、月を見ること[1]。ほかにもメイク、ネイル、ファッションや辛いものが好きである[39][58]。スタジオジブリ作品が好きで、『魔女の宅急便』のジジのぬいぐるみを抱いて寝ている[59]。
- 北海道グルメでは札幌味噌拉麺専門店けやき、らーめん空、回転寿しトリトンなどが好きである[60]。
- 好きなスポーツはバドミントン[1]。
- 座右の銘は「自分らしく」[1]。
- 憧れの先輩は元モーニング娘。の鞘師里保[61]と元Juice=Juiceの宮本佳林[62]。大好きな先輩は元モーニング娘。の工藤遥[63]。目標としている先輩は元モーニング娘。の高橋愛[64]。
- 元モーニング娘。の佐藤優樹とは、お互いがハロー!プロジェクトに加入する前から顔見知りであった。
- ハロー!プロジェクト全体で好きな曲はカントリー・ガールズの「恋泥棒」[65]。ハロプロ研修生時代はスマイレージの「スキちゃん」が好きで、『ハロプロ研修生 発表会2014 〜春の公開実力診断テスト〜』でも歌った[66]。
- ダンスには定評があり、2019年に石田亜佑美（モーニング娘。'19）、加賀楓（モーニング娘。'19）、佐々木莉佳子（アンジュルム）、秋山眞緒（つばきファクトリー）、平井美葉（BEYOOOOONDS）とともに、ハロー!プロジェクトのダンスグループに選抜された（所属グループは当時）[38]。卒業までこの6人で「ハロプロダンス部」として活動していた[6]。
- 韓国の国民的歌手・女優であるIUがすごく好きで、歌も演技も彼女をロールモデルとしていて、ソロという意味で憧れであり尊敬している[67]。

## 作品

### シングル
|   | 発売日         | タイトル                                 | 販売形態               | 規格品番  | 最高位 | 備考 |
| - | -------------- | ---------------------------------------- | ---------------------- | --------- | ------ | ---- |
| 1 | 2024年04月17日 | 圧倒的LØVE/ Pink Temperature             | 初回生産限定盤A(CD+BD) | EPCE-7825 | 2位    |      |
| 1 | 2024年04月17日 | 圧倒的LØVE/ Pink Temperature             | 初回生産限定盤B(CD+BD) | EPCE-7827 | 2位    |      |
| 1 | 2024年04月17日 | 圧倒的LØVE/ Pink Temperature             | 通常盤A(CD)            | EPCE-7829 | 2位    |      |
| 1 | 2024年04月17日 | 圧倒的LØVE/ Pink Temperature             | 通常盤B(CD)            | EPCE-7830 | 2位    |      |
| 1 | 2024年04月17日 | 圧倒的LØVE/ Pink Temperature             | 通常盤C(CD)            | EPCE-7831 | 2位    |      |
| 2 | 2025年02月19日 | 星屑のエスケープ/ 終わらないインソムニア | 初回生産限定盤A(CD+BD) | EPCE-7903 | 2位    |      |
| 2 | 2025年02月19日 | 星屑のエスケープ/ 終わらないインソムニア | 初回生産限定盤B(CD+BD) | EPCE-7905 | 2位    |      |
| 2 | 2025年02月19日 | 星屑のエスケープ/ 終わらないインソムニア | 通常盤A(CD)            | EPCE-7907 | 2位    |      |
| 2 | 2025年02月19日 | 星屑のエスケープ/ 終わらないインソムニア | 通常盤B(CD)            | EPCE-7908 | 2位    |      |

### 配信楽曲
- もしも…（2022年5月31日、UP-FRONT WORKS）

#### コラボレーション
- ハンコウキ!/Ice day Party / ハロプロ研修生北海道 feat. 稲場愛香（2018年7月11日[注 2]、UP-FRONT WORKS）[68]
- C\C（シンデレラ\コンプレックス）'24 / SIOOM (from M-line Music) （宮本佳林・小片リサ・佐藤優樹・稲場愛香・小関舞）（2024年3月1日、UP-FRONT WORKS） - MBS『ドラマ特区「シンデレラ・コンプレックス」』エンディング主題歌[69]

### 映像作品
- Greeting 〜稲場愛香〜（2016年2月20日、UP-FRONT WORKS）[70][71]

## タイアップ
| 起用年 | 楽曲             | タイアップ                                                                                   |
| ------ | ---------------- | -------------------------------------------------------------------------------------------- |
| 2024年 | 圧倒的LØVE       | TBSテレビ（関東ローカル・TBS FREE・TVer限定）『ふるさとの未来』2024年4月度エンディングテーマ |
| 2025年 | 星屑のエスケープ | 山口放送「KRY Morning Up」10時台エンディング曲                                               |

## 書籍

### 写真集
- Greeting-Photobook-（2016年7月16日、オデッセー出版）[73]
- 愛香（2018年11月17日、オデッセー出版、撮影：根本好伸）[32] - ISBN 978-4-908643-30-9
- ラヴリネス...（2020年12月27日、オデッセー出版、撮影：根本好伸）[42] - ISBN 978-4-908643-56-9
- 愛land（2022年2月14日、オデッセー出版 / ワニブックス、撮影：TOMMY）[44] - ISBN 978-4-8470-8411-9
- Love perfume（2023年7月7日、オデッセー出版、撮影：根本好伸）[51] - ISBN 978-4-908643-91-0

## 出演

### テレビ
- 第61回NHK紅白歌合戦（2010年12月31日、NHK） - EXILEのバックダンサーとして出演[12]
- うたなび!（2015年8月 - 2016年9月、日音制作、TOKYO MX・BS12 トゥエルビほか） - コーナー「まなかんミュージック」を担当[23][24][25]
- 熱烈!ホットサンド!（2017年11月11日 - 2021年3月27日、STV）[74] ※不定期
- ハロプロダンス学園（2019年3月21日 - 、ダンスチャンネル by エンタメ〜テレ）[38]
  - シーズン1（2019年3月21日 - 6月6日）
  - シーズン2（2019年10月17日 - 2020年1月9日）
  - シーズン3（2020年5月21日 - 8月6日）
  - シーズン4（2020年10月15日 - 2021年1月21日）
  - シーズン5（2021年4月15日 - 7月15日）
  - シーズン6（2021年10月21日 - 2022年1月6日）
  - シーズン7（2022年4月21日 - 7月7日）
- 行くぜ!日本武道館!つばきファクトリー26時間スッペシャル（2021年9月11日、BSスカパー!） - 日本武道館トークLIVEコーナーに出演
- ヒルナンデス!（2022年3月30日、日本テレビ） - ロケVTR
- いっとこ!みんテレ（2022年7月23日 - 、北海道文化放送） - 月1回レギュラー[7]
- DAISUKI! 2023冬（2023年2月17日、BS日テレ - アイキャッチ

### ラジオ
- IMAREAL「Juice=Juice 稲場愛香のまなりある」[注 1]（全77回、2017年10月3日 - 2019年3月28日、AIR-G'）[29][30]
  - 外出系ラジオIMAREAL番外編「ジョシリアル!」（2018年6月10日、AIR-G'）[75]
- D-tunes（2018年11月18日 - 2022年3月19日、STVラジオ） - 週替わりパーソナリティの1人として毎月第3週を担当[34][35]
  - 藤岡みなみと稲場愛香の おささらナイト×D-tunes 夏休みスペシャル（2019年8月17日、STVラジオ）[76]
- Juice=Juice 稲場愛香のmanakan Palette Box（2019年4月4日 - 2022年5月26日、AIR-G'）[39]
- paseo Final Walkers（2022年7月22日 - 9月16日、エフエム北海道） - 週替わりレギュラー[46][47]
- 稲場愛香のまなかん♡ボンソワ（2024年4月14日 - 、STVラジオ） - 『ボンソワ モンシュエル』の毎月第2週を担当[52]

### ラジオドラマ
- STVラジオ開局55周年記念ラジオドラマ「カフェ・904（キューマルヨン）」[77]
  - サンプリング・リング（2017年12月23日、STVラジオ） - 主演
  - コウノトリ（2018年1月13日、STVラジオ） - 女生徒 役
- オムニバスラジオドラマ カフェ・904（キューマルヨン）〜真実の鐘の音〜[78]
  - リアル天国（2018年5月26日、STVラジオ） - 主演

### ライブ・コンサート
- モーニング娘。'14コンサートツアー春 〜エヴォリューション〜（2014年3月15日 - 5月31日）[21]
- ハロプロ研修生北海道 定期公演 Vol.4（2017年9月18日、札幌スクールオブミュージック&ダンス専門学校 7階イベントホール『LS-1』、昼夕2公演）[79]
- LIVE PRO FESTIVAL 2017（2017年9月24日、Zepp Sapporo）[80]
- モーニング娘。誕生20周年記念コンサートツアー2017秋〜We are MORNING MUSUME。 札幌公演（2017年10月21日、わくわくホリデーホール〈札幌市民ホール〉 、昼夜2公演） - オープニングアクト[81]
- ハロプロ研修生北海道 定期公演 Vol.5（2017年11月23日、札幌スクールオブミュージック&ダンス専門学校 7階イベントホール『LS-1』、昼夕2公演）[82]
- Hello! Project 20th Anniversary!! Hello! Project 2018 WINTER 〜PERFECT SCORE〜 & 〜FULL SCORE〜（2018年1月2日 - 2月24日、7都市23公演）
- Hello! Project 20th Anniversary!! Hello! Project ひなフェス 2018（2018年3月31日・4月1日、パシフィコ横浜 展示ホールA/B）[83]
- Hello! Project 研修生発表会2018 〜春の公開実力診断テスト〜（2018年5月6日、中野サンプラザ）[84][85] - アシスタントMC
- ハロプロ研修生北海道 定期公演 Vol.6 〜サマースペシャル!（2018年7月16日、PENNY LANE 24、昼夕2公演）[86]
- 金澤朋子 LIVE 2020 〜Rose Quartz〜（2020年1月27日 - 2月19日、COTTON CLUB）[87] - バックダンサー
- M-line Special 2021〜Make a Wish!〜（2021年10月10日、三郷市文化会館、昼夜2公演） - ゲスト出演[88]
- M-line Special 2022 〜My Wish〜（2022年12月24日、めぐろパーシモンホール、昼夜2公演） - ゲスト出演
- Hello! Project Year-End Party 2022 〜GOOD BYE & HELLO!〜（2022年12月31日、中野サンプラザ）[89] - MC
- M-line Special 2023 〜Magical Wish〜（2023年3月25日 - 12月10日、13都市26公演） - 3月25日北海道公演・7月6日・26日・8月31日東京公演・8月6日福岡公演はゲスト出演
- LIVE 2023 - Mi RooM -（2023年6月14日・15日、COTTON CLUB）
- Hello! Project 25th ANNIVERSARY CONCERT「ALL FOR ONE & ONE FOR ALL!」ACT II（2023年9月10日、国立代々木競技場 第一体育館）[90]
- Hello! Project Year-End Party 2023 〜GOOD BYE & HELLO ! 〜（2023年12月31日、オリックス劇場） - ゲスト出演
- M-line Special 2024 〜Many well wishes〜（2024年2月4日 - 5月18日、9都市18公演）[91]
- Hello! Project ひなフェス 2024（2024年3月31日、幕張メッセ 国際展示場9ホール、昼夜2公演） - SIOOM (from M-line Music) としてゲスト出演し、「C\C（シンデレラ\コンプレックス）'24」を披露[92]
- M-line Special 2024 Autumn 〜brand new〜（2024年11月2日 - 12月22日、5都市10公演）
- M-line Special 2024 Autumn 〜brand new “more” 〜（2024年12月7日、めぐろパーシモンホール 大ホール、昼夜2公演）
- M-line Special 2025 Spring ～move it on～（2025年5月11日 - 6月1日、4都市8公演） - ゲスト出演
- M-line Special 2025 Autumn 〜Make Some Noise!〜（2025年9月14日 - 11月15日、12都市26公演）

### 音楽フェス・イベント
- 札幌地方自動車整備振興会presents LIVE SDD HOKKAIDO 2018（2018年3月4日、サッポロファクトリーアトリウム 特設ステージ） - トークゲスト[93]
- 第27回YOSAKOIソーラン祭り（2018年6月9日・10日、札幌市内） - ペプシ Jコーラ「怪物舞踏団」スペシャルチーム団員 オフィシャルサポーター[94][95]
- IDOL RUNWAY COLLECTION Supported by TGC（2023年8月7日、国立代々木競技場 第二体育館）
- さっぽろスノースポーツフェスタ2024（2024年2月11日、豊平川河川敷特設会場） - 応援サポーター
- 鈴木啓太バースデーイベント2024 ～集え!あざと士～（2024年5月17日、スクエア荏原） - ゲスト
- HBC赤れんがプレミアムフェスト「キタコイプレミアムLIVE」（2024年7月13日、札幌市北3条広場）
- UNIDOL 2024 Summer 決勝戦（2024年8月27日、Zepp DiverCity） - MC
- MUSIC ＆ FASHION GALAXY「STARRZ TOKYO」（2024年9月25日、きゅりあん(品川区立総合区民会館)）
- Love from Orchestra 2024 AUTUMN SPECIAL（2024年10月6日、東京オペラシティ コンサートホール）
- ハロプロダンス学園シーズン12 公開収録イベント2024（2024年10月15日、江戸川区総合文化センター大ホール、1公演） - ゲスト出演[96]
- KANSAI COLLECTION 2025 SPRING & SUMMER（2025年3月2日、京セラドーム）

### 舞台
- 演劇女子部『気絶するほど愛してる!』（2016年3月25日 - 4月3日、池袋シアターグリーン BIG TREE THEATER）[97][98] - 寛子 役
- 演劇女子部『タイムリピート〜永遠に君を想う〜』（2018年9月28日 - 10月8日、全労済ホール／スペース・ゼロ）[99] - ルナ 役

## 所属グループ・ユニット
- PEACEFUL（2010年 - 2012年）
- カントリー・ガールズ（2014年 - 2016年）
- Juice=Juice（2018年 - 2022年）
- シャッフルユニット
  - ハロプロ・オールスターズ（2018年 - 2020年）
- スペシャルユニット
  - L!PP (from Hello! Project Dance Team) （2021年 - 2022年）
- SIOOM (from M-line Music) （2024年）